# ベリシャー・ビーコン

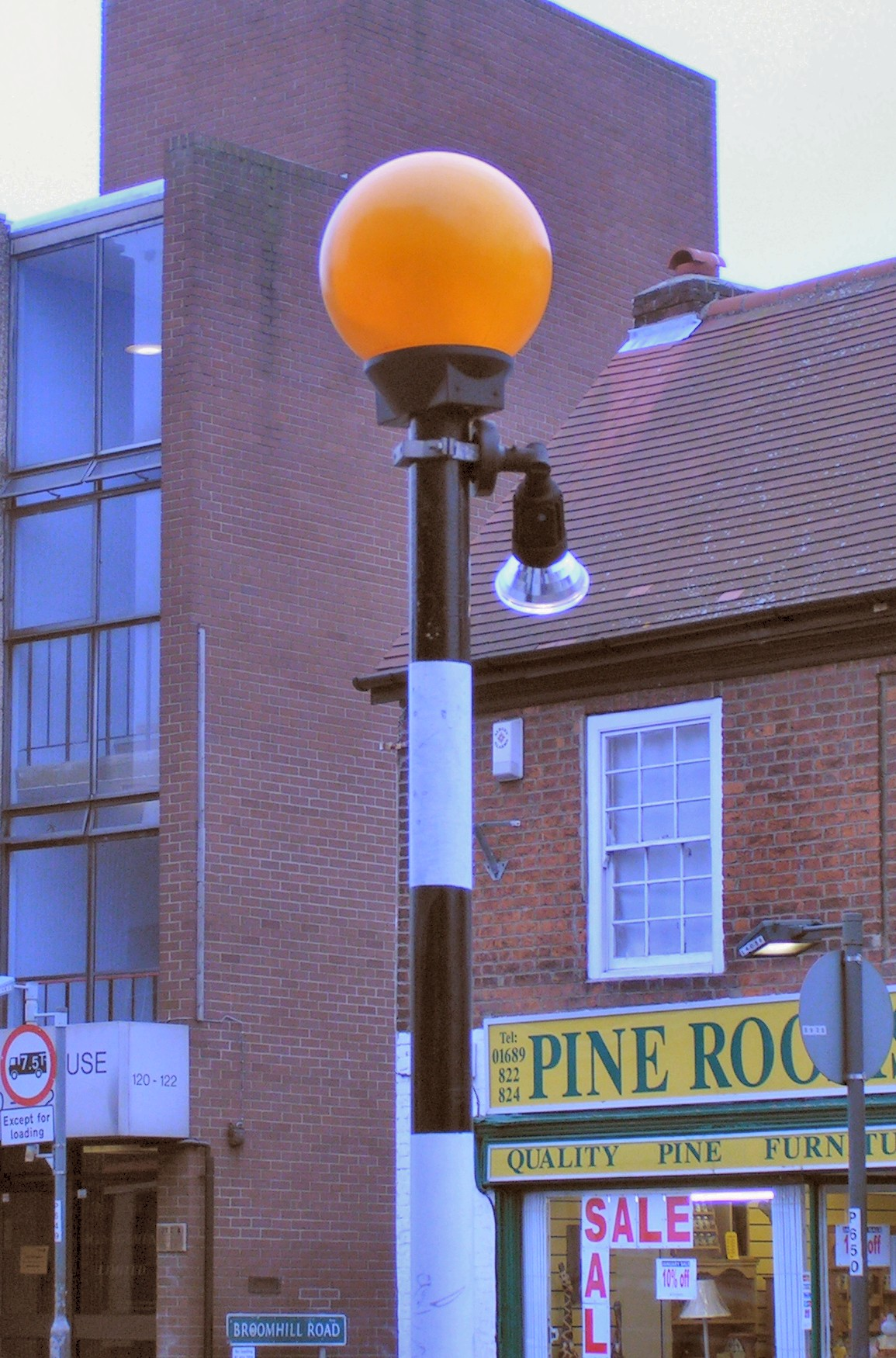
イギリスにあるベリシャー・ビーコン。下の電灯は横断歩道の照明灯である。

ベリシャー・ビーコン（英: Belisha beacon）は、イギリスをはじめ、多くのイギリス連邦国や以前イギリス植民地だった国の横断歩道で使われている高視認性交通標識である。

## 歴史と由来
1934年において、当時の交通大臣Leslie Hore-Belishaが縞馬模様の路面標示と高視認性交通標識を横断歩道に設置させたことから、この高視認性標識は「ベリシャー・ビーコン」と名付けられたという。
1935年からイギリス全国へ広がった。現在、イギリスの横断歩道は基本的に以下の3種類がある：
1. 島状安全地帯のみの横断歩道。交通標識や路面標示なし。自動車優先。
2. ベリシャー・ビーコンが設置された横断歩道。路面標示は縞模様。歩行者優先。
3. 信号機が設置された横断歩道。路面標示は縦の点線。信号によって通行権が変わる。

## デザイン
ベリシャー・ビーコンは白黒の縞模様の電柱である。電柱の上は点滅式の警光灯がある。イギリスにおいて、歩行者優先の横断歩道は全て2本設置する義務がある。島状安全地帯があれば、3本設置するケースもある。
点滅の周期は0.75秒点灯/0.75秒消灯を繰り返す。

## 写真

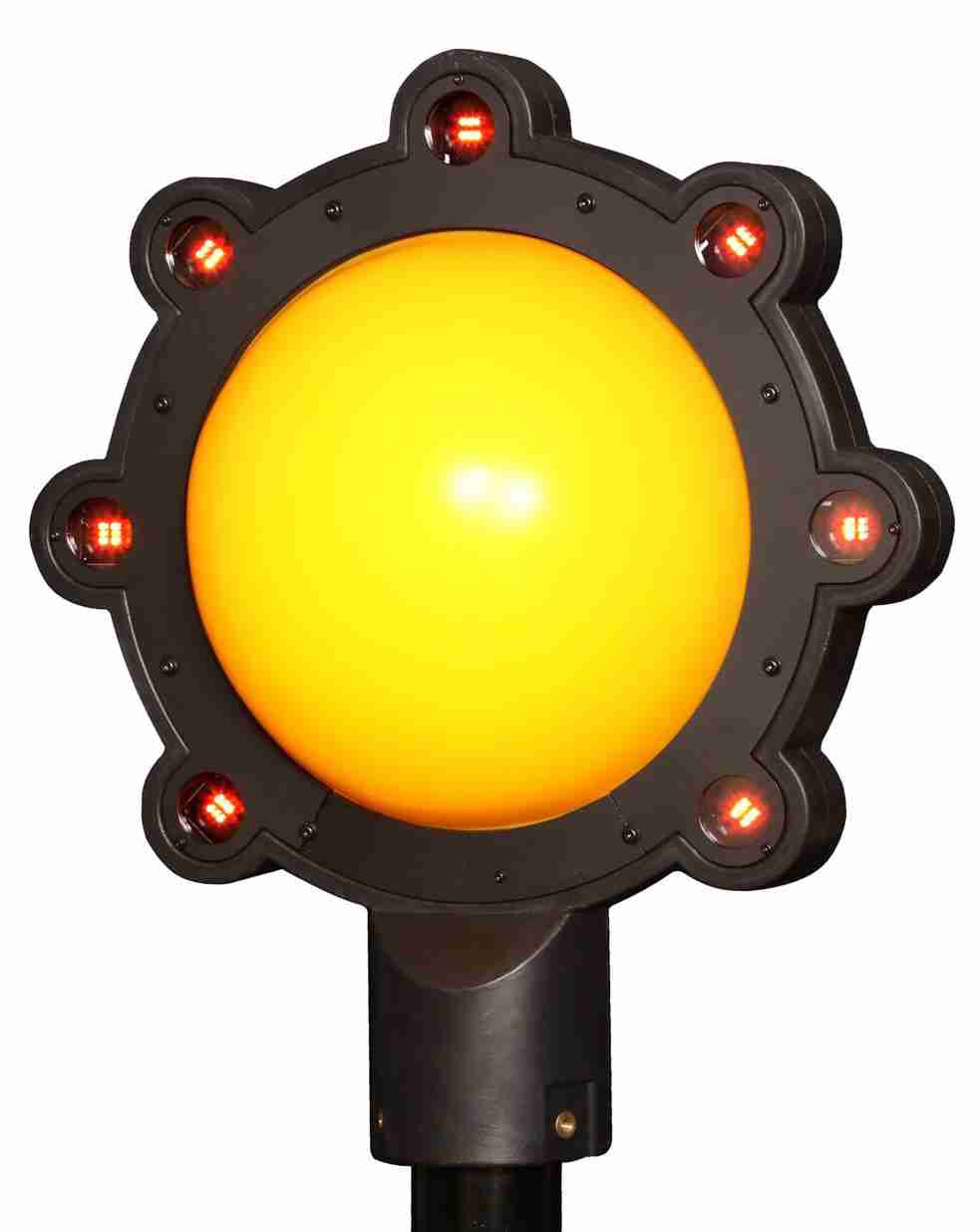
モデルTS2300の高視認性ベリシャー・ビーコン
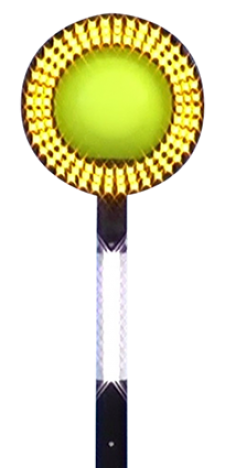
LEDが付いているベリシャー・ビーコン
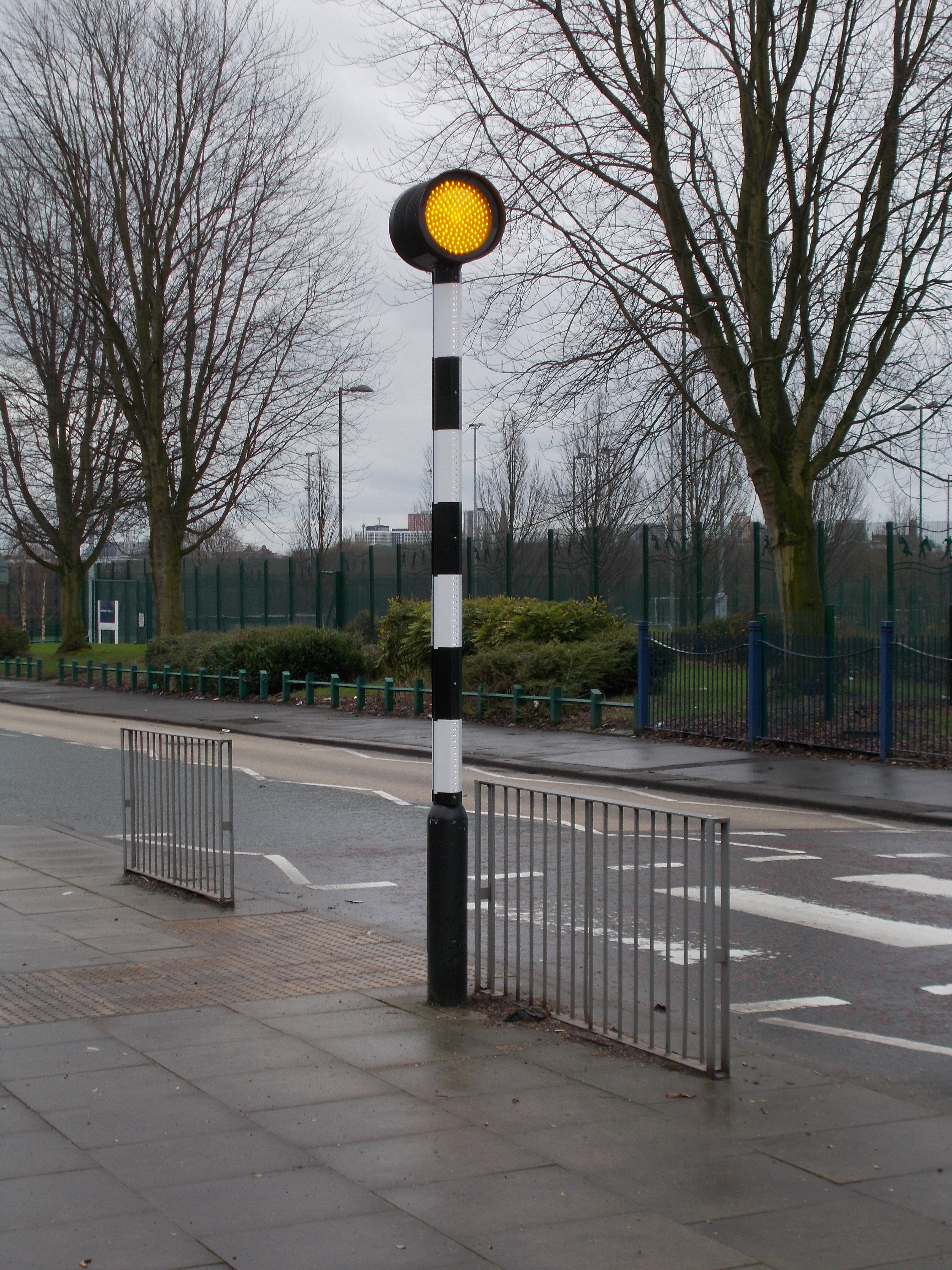
点灯しているLEDのベリシャー・ビーコン
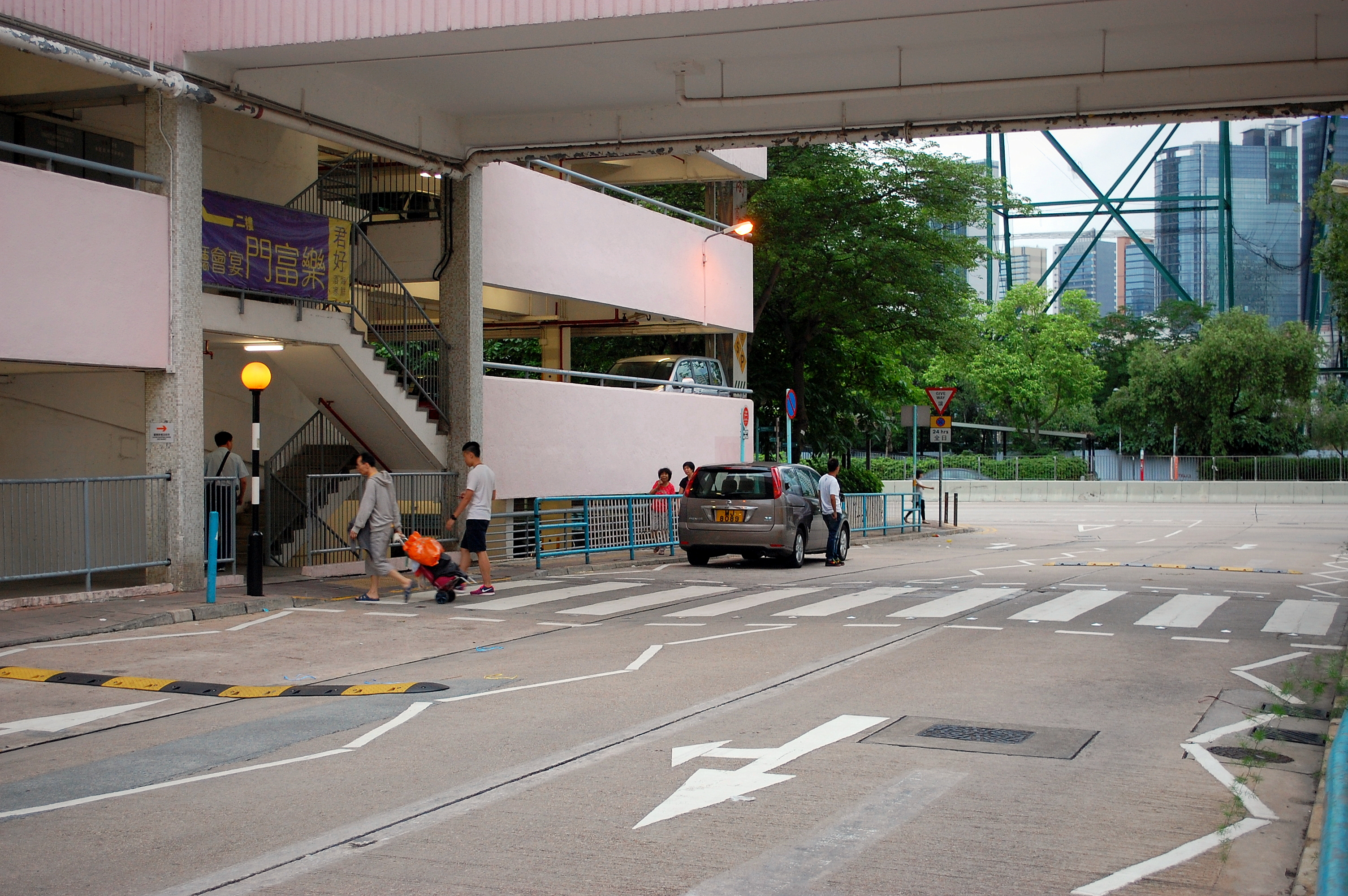
香港にあるベリシャー・ビーコン
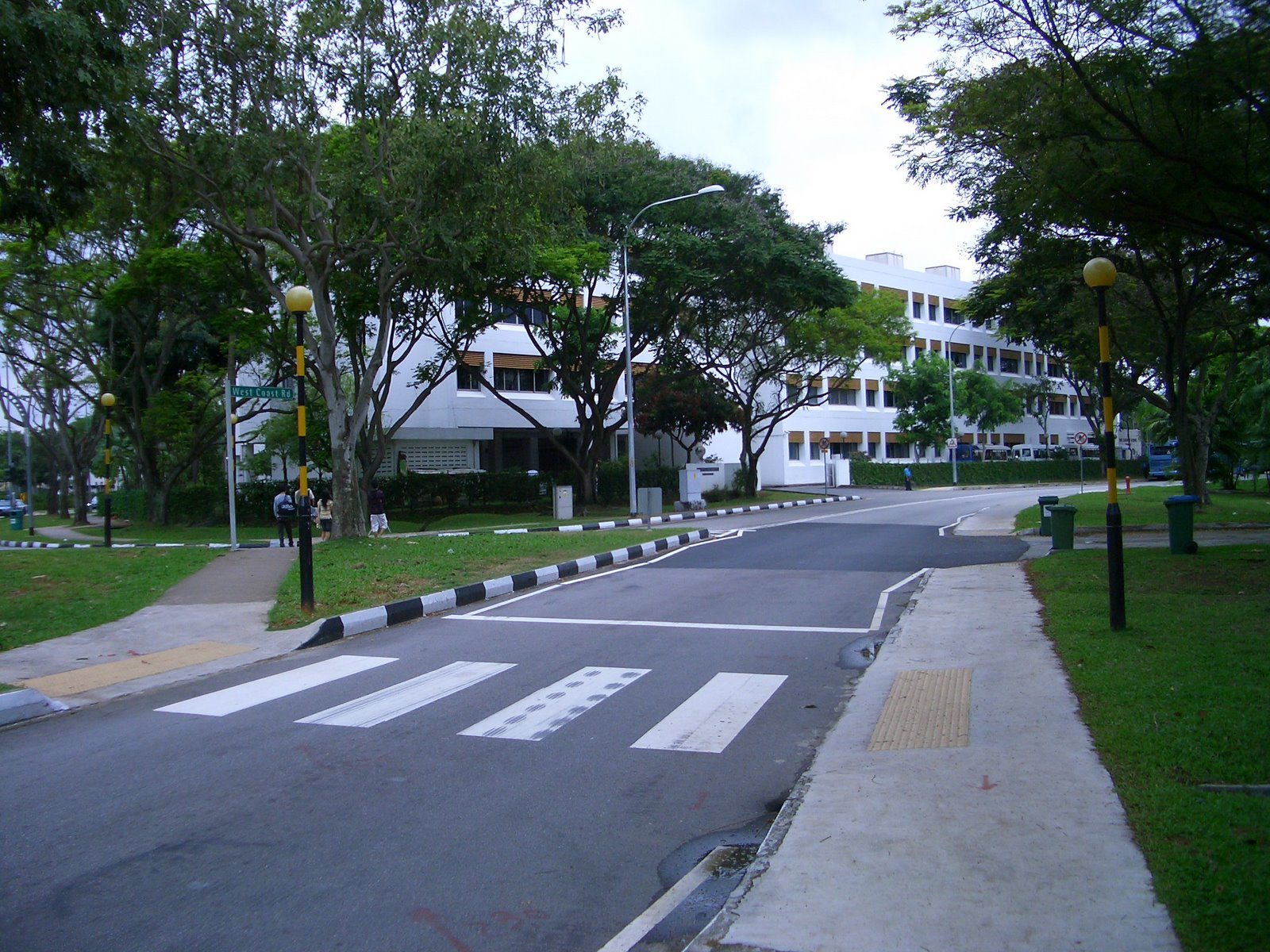
シンガポールにあるベリシャー・ビーコン
ニュージーランドのベリシャー・ビーコンデザイン
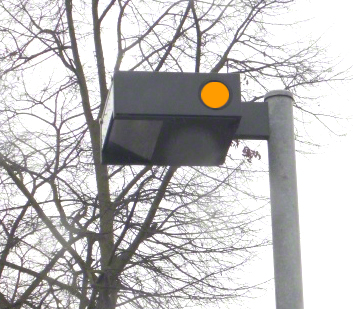
ベリシャー・ビーコンではないが、フランスにある同じ目的で設置された点滅信号機